# Luka Knific
Luka Knific (...) è un ex sciatore alpino sloveno che gareggiò per la nazionale jugoslava.

## Biografia
Knific, sciatore polivalente, vinse il titolo nazionale nella combinata nel 1984; non prese parte a rassegne olimpiche o iridate e non ottenne piazzamenti di rilievo in Coppa del Mondo.

## Palmarès

### Campionati jugoslavi
- 1 medaglia (dati parziali)[1]:
  - 1 oro (combinata nel 1984)